# Nurgyul Salimova
Nurgyul Salimova (búlgaro: Нургюл Салимова; turco: Nurgül Salimova; 2 de junho de 2003) é uma jogadora de xadrez búlgaro. Ela recebeu os títulos de Mestre Internacional e Grande Mestre Feminina (WGM) Pela FIDE em 2019. Salimova venceu o Campeonato Búlgaro de Xadrez Feminino em 2017. Em 2023, ela ganhou a medalha de prata no Campeonato Búlgaro de Xadrez e foi a única mulher a competir na seção aberta.

## Carreira
Em 2011, Salimova venceu o Campeonato Europeu Juvenil de Xadrez para meninas menores de oito anos em Albena. Em 2015, ela venceu o Campeonato Mundial Juvenil de Xadrez feminino menor de doze anos em Porto Carras. Em 2015, ela ganhou o Campeonato Europeu de Xadrez Juvenil para meninas com menos de doze anos.
Salimova venceu o Campeonato Búlgaro de Xadrez Feminino em 2017. Em abril de 2018, Salimova tornou-se campeã búlgara na seção feminina sub-16 e dois dias depois, campeã búlgara de blitz na seção aberta sub-16. Em maio de 2018, ela venceu o Open International d'Échecs de la Côte Basque em Bayonne, França.
Em 2019, ela se tornou WGM aos quinze anos e dez meses. Menos de três meses depois, ela recebeu o título de mestre internacional. Em janeiro de 2022, ela conquistou sua primeira norma de GM na Vergani Cup, onde fez 7/9 e empatou em primeiro lugar com três grandes mestres, tendo derrotado três GMs, incluindo o ex-desafiante ao campeonato mundial, GM Nigel Short.
Salimova foi vice-campeã na Copa do Mundo Feminina de 2023, garantindo assim sua vaga no Torneio de Candidatas 2024.